# 符号价值
在社会学和经济学中，符号价值表示商品在赋予其拥有者一定社会地位时所获得的价值，该价值非源自该商品的功能和主要用途的效用。例如，劳斯莱斯轿车的拥有者可能在一定程度上将汽车视为交通工具，但也可能将其视为彰显拥有者财富的标志。汽车的交通功能是第一位的，由此产生了它的使用价值，而社会声望功能是第二位的，由此产生了它的符号价值。
法国社会学家让·鲍德里亚提出了符号价值理论，作为哲学和经济学中与马克思提出的交换价值和使用价值对应的概念。但也有学者认为，符号价值理论只是对马克思关于个人消费领域中使用价值的内涵的拓展，而鲍德里亚完全抛弃马克思主义的观点导致他无法发展出更完善的价值理论。